# Caerphilly
Pour les articles homonymes, voir Caerphilly (homonymie).
Caerphilly (Caerffili en gallois) est une communauté du pays de Galles. Sa population est de 31 060 habitants.

## Géographie
Située au sud de la vallée de Rhymney, elle se trouve à environ 4 km nord de Cardiff. Elle est traditionnellement dans le comté de Glamorgan, mais est actuellement dans le comté cérémonial de Gwent. Caerphilly est connue pour son fromage et son château normand.

## Histoire
En 1899, la compagnie de chemin de fer Rhymney Railway y construit ses installations de maintenance mais l'accroissement de la population au XIXe siècle a plus à voir avec l'expansion croissante de l'exploitation du charbon.
Caerphilly a accueilli l'Eisteddfod Genedlaethol en 1950.

## Monument
Le château de Caerphilly se dresse derrière de larges étendues d'eau à vocation défensive, il est le deuxième plus grand château du Royaume-Uni après celui de Windsor. Commencé en 1268 par l'influent baron Gilbert de Clare, ce château fut le premier de Grande-Bretagne à être bâti selon un plan parfaitement concentrique ; la conception de ses murs, de ses tours et de ses corps de garde comporte certaines caractéristiques novatrices. Il servit de modèle aux châteaux qu'Édouard Ier devait construire peu après dans le nord du pays de Galles.

## Personnalités liées à Caerphilly
- Tommy Cooper
- Aaron Ramsey
- Lauren Price

## Sports
Caerphilly accueille l'équipe de rugby Caerphilly Rugby Football Club.

### Villes jumelées
- Ludwigsburg (Allemagne)
- Lannion (France)
- Písek (République tchèque)